# Colmanara
× Colmanara, viết tắt Colm. là một chi lan lai giữa các chi Miltonia, Odontoglossum và Oncidium (Milt. x Odm. x Onc.).

## Hình ảnh

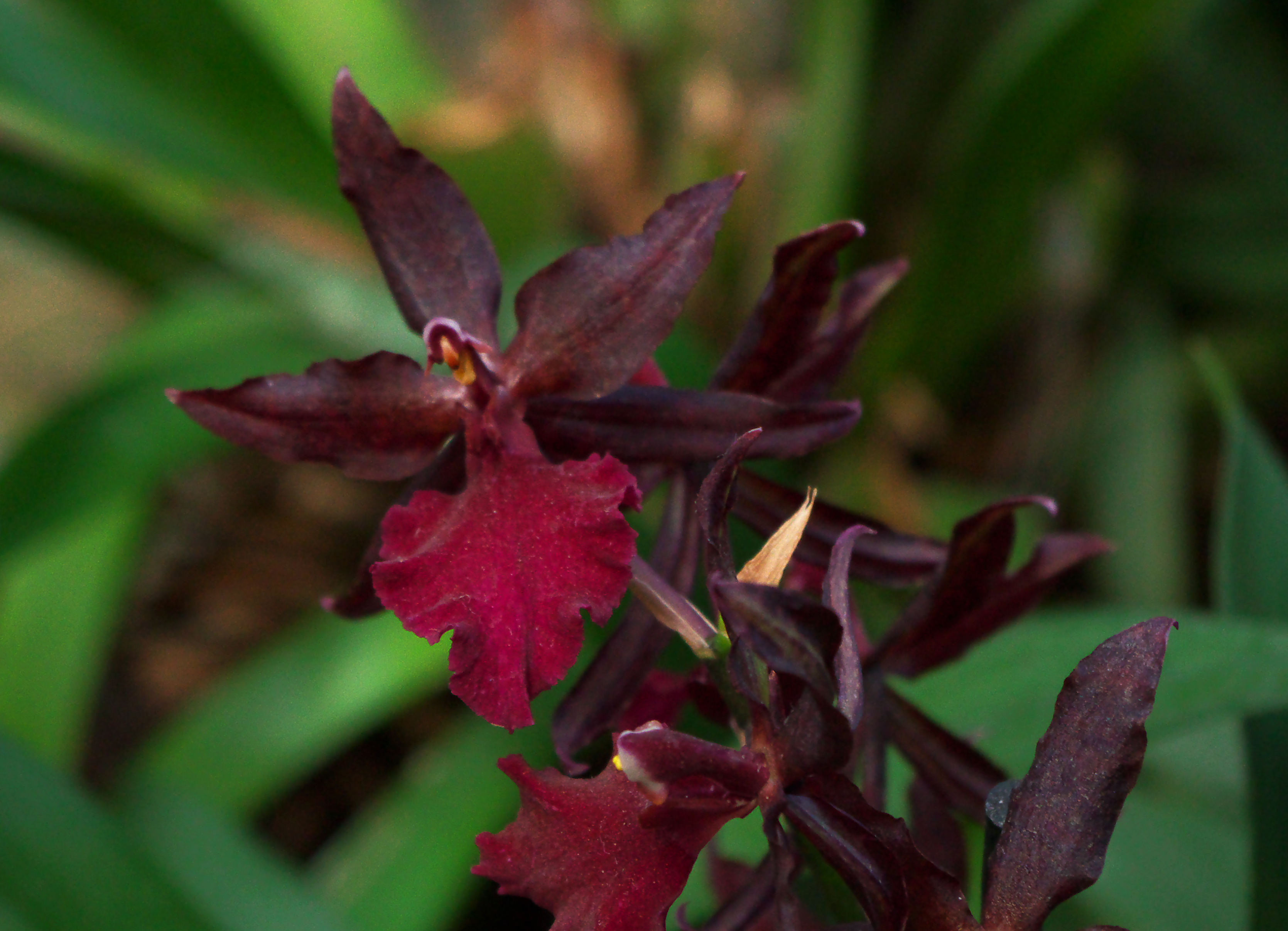
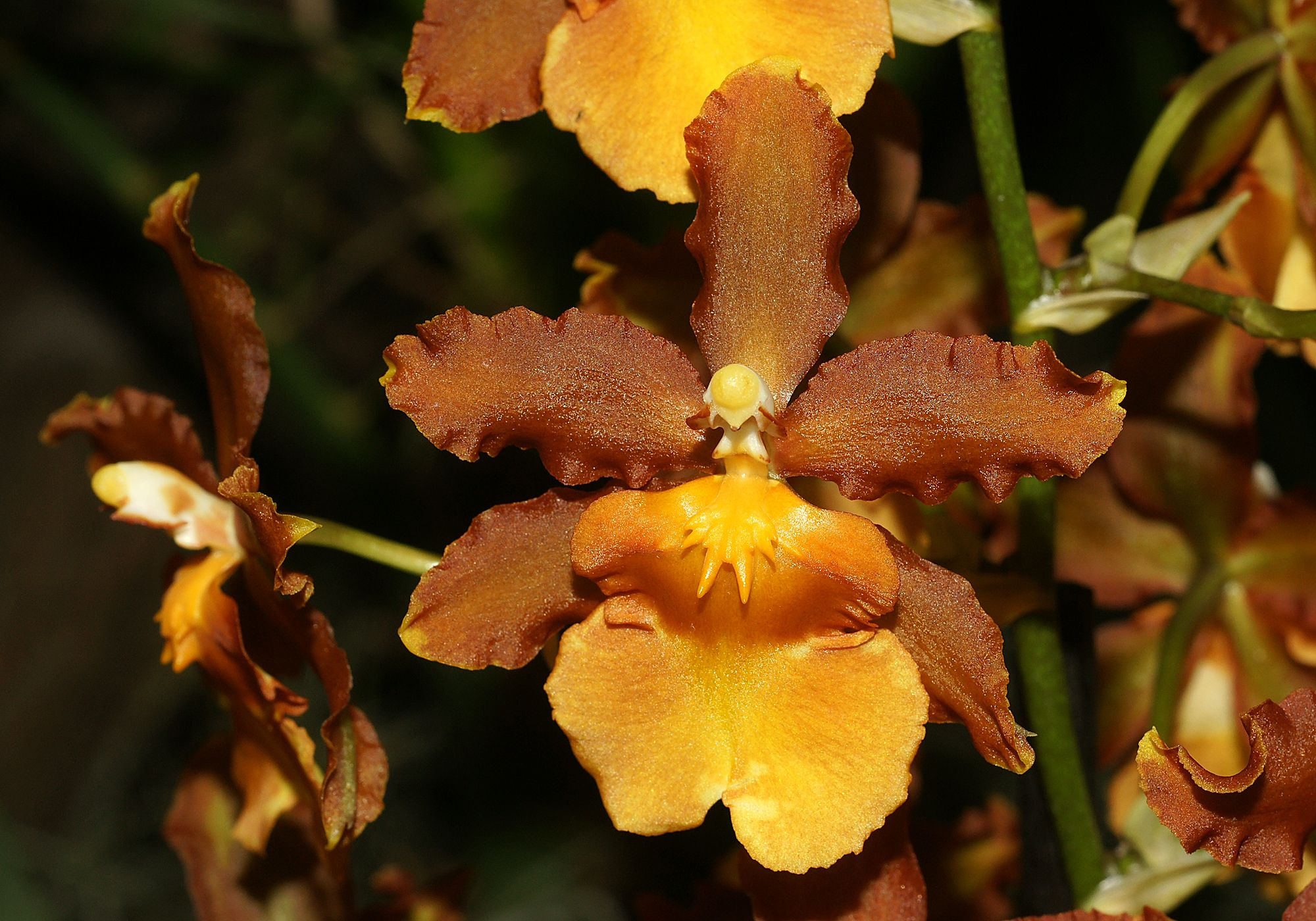